# Грибброек, Роберт
Роберт Грибброек (англ. Robert Gribbroek) — американский художник-декоратор, художник-оформитель (англ. layout artist).

## Биография
Роберт Грибброек родился 16 марта 1906 года  недалеко от Рочестера, штат Нью-Йорк, в семье Эдварда К. и Ады О. Грибброек, но изучал искусство в Таосе , штат Нью-Мексико. Роберт Грибброек начал карьеру техническим иллюстратором в компании Douglas Aircraft в Лос-Анджелесе, впоследствии присоединившись к Disney Studios, а затем к Warner Brothers.
Грибброек впервые был указан в титрах в фильме Чака Джонса «Потерянные и найденыши» (1944 год) и работал в основном на Чака Джонса до 1950 года, после он покинул студию и был заменен Морисом Ноблом. В 1953 году после трехлетнего отсутствия Грибброек вновь вернулся, на первоначально назначенный в свою предыдущую должность в качестве художника-оформителя Чака Джонса. Однако Грибброек был переведен в недавно открывшееся подразделение Роберта МакКимсона в 1954 году, где он оставался до закрытия студии до 1963 года.
После закрытия анимационного подразделения Warner он вернулся снова к Чаку Джонсу в отдел анимационных фильмов MGM, и работал художником-декоратором в  сериях Том и Джерри. Он вышел на пенсию в 1965 году. Его последняя оригинальная работа, отмеченная как работа художника-оформителя в испанском анимационном фильме 1966 года "El mago de los sueños" , хотя Грибброек будет отмечен в более поздних сборниках Warner, за его работу над классическими мультфильмами. Он не был таким знаменитым художником, но многие поклонники приезжают полюбоваться на его работы.
Роберт Грибброек умер 13 октября 1971 года, ему было 65 лет.